# Вступление Черногории в НАТО
Вступле́ние Черного́рии в Организа́цию Североатланти́ческого догово́ра (НАТО) состоялось 5 июня 2017 года. Ранее, в декабре 2009 года, Черногория получила План действий по членству, последний шаг в заявке на членство в организации. Официальное приглашение было выдано альянсом 2 декабря 2015 года, а переговоры о присоединении завершились подписанием министрами иностранных дел Протокола о присоединении 19 мая 2016 года.

## История
Государственный союз Сербии и Черногории подал заявку о присоединении к программе НАТО «Партнёрство ради мира» (ПРМ) в июне 2003 года. Черногория провозгласила независимость 3 июня 2006 года и вскоре после этого открыла постоянное представительство при НАТО в Брюсселе. Впоследствии новая страна присоединилась к ПРМ на Рижском саммите 2006 года. В ноябре 2007 года Черногория подписала транзитное соглашение с НАТО, позволяющее войскам альянса перемещаться по всей стране. Затем Черногория подписала соглашение с США, согласно которому Черногория должна была уничтожить свое устаревшее вооружение в качестве предварительного условия для членства в НАТО. В конце 2007 года министр обороны Черногории Боро Вучинич заявил, что Черногория активизирует свое вступление в альянс после Бухарестского саммита 2008 года. Черногория вступила в ускоренный диалог с НАТО в апреле 2008 года и приняла Индивидуальный партнёрский план в июне 2008 года. Она получила приглашение присоединиться к Адриатической хартии кандидатов в НАТО 25 сентября 2008 года. Затем 5 ноября 2008 года при поддержке премьер-министра Мило Джукановича страна подала заявку на План действий по членству, который был предоставлен в декабре 2009 года. Черногория также обрела полноправное членство в Адриатической хартии кандидатов в НАТО в мае 2009 года.
Ещё до вступления Черногории в альянс её национальные вооружённые силы начали вносить свой вклад в иностранные военные операции НАТО. Страна направила 40 солдат, военную медицинскую группу из трёх человек и двух офицеров под командованием Германии в Афганистан в 2010 году. Черногорские миротворцы были также направлены в Либерию и Сомали.
Поддержку заявки на членство в НАТО Черногория получила от нескольких стран альянса, в том числе Румынии, Турции, Германии и США.
В декабре 2013 года газета Dnevne novine сообщила, что Черногория вступит в НАТО одновременно с Македонией, на членство которой было наложено вето Грецией из-за спора об именовании бывшей югославской республики.
В марте 2014 года премьер-министр Черногории Мило Джуканович выразил надежду, что приглашение присоединиться к организации будет одобрено на саммите НАТО в сентябре. Российский депутат Михаил Дегтярёв из партии ЛДПР предупредил, что членство в НАТО сделает Черногорию «легитимной мишенью российских ракет».
29 мая 2014 года министры иностранных дел и обороны Словении (Карел Эрявец и Роман Якич) и Хорватии (Весна Пусич и Анте Котроманович) направили Генеральному секретарю НАТО письмо, подчеркнув важность приглашения Черногории в НАТО. Министр обороны Словении также заявил, что ожидает, что Черногория получит приглашение НАТО во время саммита НАТО в 2014 году в Уэльсе. Однако позднее в том же году НАТО объявило, что не будет предлагать вступление в эту организацию новых стран. Аналитики подтвердили это как признак того, что члены НАТО скептически относятся к дальнейшему расширению на восток после аннексии Крыма Россией из-за опасений по поводу ответных мер Москвы.
В июне 2014 года Генеральный секретарь НАТО Андерс Фог Расмуссен предположил, что НАТО начнет «интенсивные переговоры» с целью приглашения Черногории присоединиться к альянсу к концу 2015 года, но Черногория не получит приглашения к саммиту НАТО в сентябре.

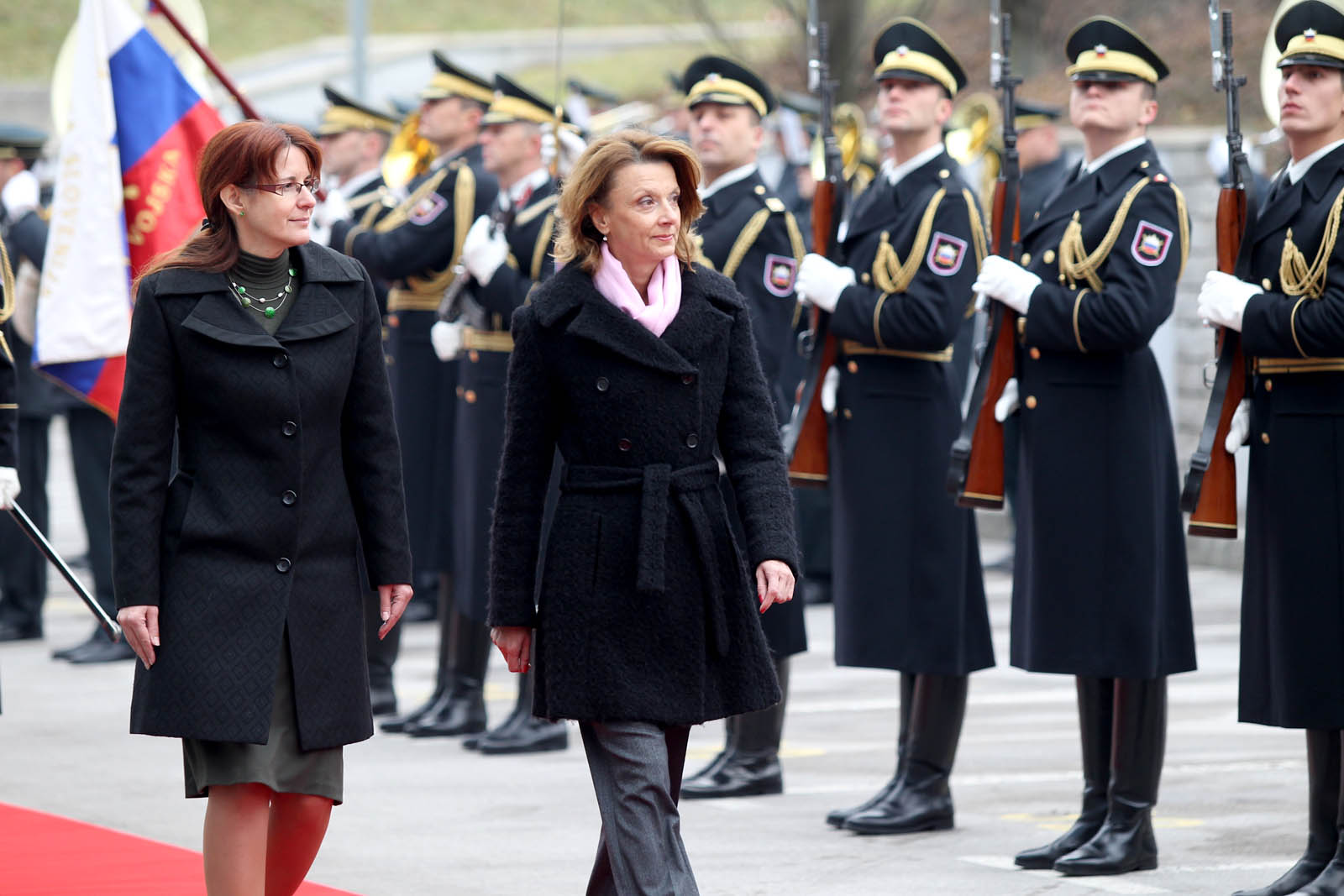
Министр обороны Черногории Милица Пеянович-Джуришич посетила Словению в декабре 2015 года, чтобы обсудить приглашение Черногории вступить в НАТО

Официальное приглашение направлено альянсом 2 декабря 2015 года. Окончательные переговоры о вступлении начались в феврале 2016 года и завершились в мае, что позволило Черногории получить статус наблюдателя в ожидании ратификации правительствами других членов, а также парламентом Черногории.
Пророссийские оппозиционные партии выступали за проведение референдума о членстве в НАТО одновременно с парламентскими выборами в Черногории в октябре 2016 года. Однако, с точки зрения властей, сами выборы должны были стать де-факто плебисцитом по этому вопросу. В результате партии, выступающие за членство в НАТО, победили на этих выборах.
Сенат США проголосовал за резолюцию о ратификации (Resolution of Advice and Consent to Ratification (Treaty Doc. 114-12)) 28 марта 2017 года. Президент США Дональд Трамп подписал президентский меморандум 11 апреля 2017 года. Ратификация каждым государством-членом НАТО была завершена ратификацией Испании 10 мая. 28 апреля 2017 года парламент Черногории ратифицировал договор о присоединении. Черногория официально вступила в НАТО в качестве государства-члена 5 июня 2017 года.
7 июня 2017 года в штаб-квартире НАТО был поднят флаг Черногории на специальной церемонии, посвященной вступлению страны в Североатлантический альянс. Церемонии поднятия флага также проводились одновременно в Верховном главнокомандовании ОВС НАТО в Европе в Монсе (Бельгия) и в Стратегическом командовании НАТО по трансформации в Норфолке (штат Виргиния, США).

## Опросы общественного мнения
| Дата                | Источник | За членство в НАТО (%) | Против членства в НАТО (%) | Отрыв (%) |    |    |     |
| ------------------- | -------- | ---------------------- | -------------------------- | --------- | -- | -- | --- |
| Дата                | Источник | 6–12 октября 2017      | CISR/IRI                   | Отрыв (%) | 43 | 51 | 8.0 |
| июнь 2017           | CEDEM    | 54.2                   | 45.8                       | 10.0      |    |    |     |
| декабрь 2016        | CEDEM    | 49.88                  | 50.12                      | 0.2       |    |    |     |
| 26 июня 2016        | DAMAR    | 54.2                   | 45.8                       | 8.4       |    |    |     |
| 24 июня 2016        | CEDEM    | 50.5                   | 49.5                       | 1         |    |    |     |
| 28 мая–5 июня 2016  | NSPM     | 39.9                   | 60.1                       | 20.2      |    |    |     |
| 16–20 мая 2016      | DAMAR    | 54.6                   | 45.4                       | 9.2       |    |    |     |
| 22 февраля 2016     | DAMAR    | 55.6                   | 44.4                       | 11        |    |    |     |
| февраль 2016        | Ipsos    | 50.5                   | 49.5                       | 1         |    |    |     |
| ноябрь 2015         | CEDEM    | 49.8                   | 50.2                       | 0.4       |    |    |     |
| 8–16 октября 2015   | Ipsos    | 56                     | 44                         | 10        |    |    |     |
| 11–18 сентября 2015 | Ipsos    | 52                     | 48                         | 4         |    |    |     |
| 28 июля 2015        | CEDEM    | 49.5                   | 50.5                       | 1         |    |    |     |
| 8–14 июня 2015      | DAMAR    | 51.2                   | 48.8                       | 2.4       |    |    |     |
| 4–11 июня 2015      | Ipsos    | 53.4                   | 46.6                       | 6.8       |    |    |     |
| октябрь 2014        | CEDEM    | 43.75                  | 56.25                      | 12.5      |    |    |     |
| март 2014           | Ipsos    | 52.2                   | 47.8                       | 4.4       |    |    |     |
| 11 августа 2013     | Ipsos    | 50.6                   | 49.4                       | 1.2       |    |    |     |
| март 2013           | CEDEM    | 37.3                   | 62.7                       | 25.4      |    |    |     |
| сентябрь 2012       | CEDEM    | 49                     | 51                         | 2         |    |    |     |
| июль 2012           | CEDEM    | 46.8                   | 53.2                       | 6.4       |    |    |     |
| декабрь 2011        | CEDEM    | 51.5                   | 48.5                       | 3         |    |    |     |
| сентябрь 2011       | CEDEM    | 43.9                   | 56.1                       | 12.2      |    |    |     |
| октябрь 2010        | CEDEM    | 45.1                   | 54.9                       | 9.8       |    |    |     |
| октябрь 2009        | CEDEM    | 41.5                   | 58.5                       | 17        |    |    |     |
| 24 июня 2009        | CEDEM    | 40.92                  | 59.08                      | 18.16     |    |    |     |
| ноябрь 2008         | CEDEM    | 36.45                  | 63.55                      | 27.1      |    |    |     |

Опрос, проведённый в июле 2015 года Центром демократии и прав человека, продемонстрировал резкий раскол между этническими группами Черногории по отношению к членству в НАТО: 71,2 % черногорских албанцев и 68% черногорских боснийцев поддерживали вступление в альянс. В то же время среди черногорских сербов таковых было только 11,3%.

## Процесс вступления

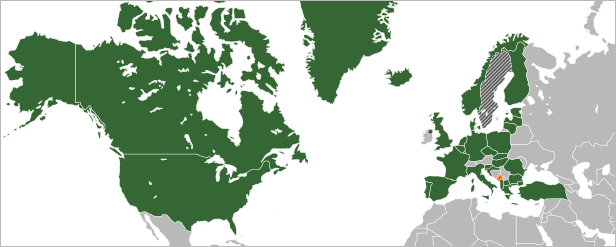
Черногория в 2017 году стала 29-м членом НАТО

| Партнёрство ради мира           | 14.12.2006 |
| Индивидуальный партнёрский план | 20.06.2008 |
| Ускоренный диалог               | 03.04.2008 |
| План действий по членству       | 04.12.2009 |
| Приглашение от НАТО             | 02.12.2015 |
| Подписание протокола            | 19.05.2016 |
| Ратификация:                    |            |
| Албания                         | 06.09.2016 |
| Бельгия                         | 18.01.2017 |
| Болгария                        | 18.08.2016 |
| Великобритания                  | 15.11.2016 |
| Венгрия                         | 11.07.2016 |
| Германия                        | 03.05.2017 |
| Греция                          | 22.03.2017 |
| Дания                           | 17.01.2017 |
| Исландия                        | 23.06.2016 |
| Испания                         | 18.05.2017 |
| Италия                          | 01.02.2017 |
| Канада                          | 06.03.2017 |
| Латвия                          | 01.11.2016 |
| Литва                           | 20.12.2016 |
| Люксембург                      | 01.02.2017 |
| Нидерланды                      | 04.05.2017 |
| Норвегия                        | 09.02.2017 |
| Польша                          | 28.11.2016 |
| Португалия                      | 27.03.2017 |
| Румыния                         | 24.03.2017 |
| Словакия                        | 06.07.2016 |
| Словения                        | 08.07.2016 |
| США                             | 21.04.2017 |
| Турция                          | 27.09.2016 |
| Франция                         | 18.04.2017 |
| Хорватия                        | 13.02.2017 |
| Чехия                           | 27.01.2017 |
| Эстония                         | 09.01.2017 |
| Членство в НАТО                 | 05.06.2017 |